# Solo para reír
Solo para Reír fue un programa de televisión chileno de humor conducido por Fernando Godoy y Camila López.
Fue transmitido por MEGA los días sábado a las 22:00.

## Horarios
En su primer ciclo el espacio se transmitió los viernes a las 22:15, teniendo ese horario fijo.
En la segunda temporada, el horario cambió drásticamente, siendo transmitido los días sábado a las 17:00. Ese horario ha sido bastante modificado, muchas veces cambiando cada semana o mes.
Desde febrero del 2009, en su tercera temporada se emite los sábados a las 22:00.